# Moyuka Uchijima
Moyuka Uchijima (japansk: 内島 萌夏, født 11. august 2001 i Malaysia) er en professionel tennisspiller fra Japan.